# Jeanne du Barry (film)
Jeanne du Barry är en fransk-brittisk historisk dramafilm från 2023. Filmen är regisserad av Maïwenn, som även har skrivit manus tillsammans med Teddy Lussi-Modeste och Nicolas Livecchi.
Filmen hade biopremiär i Sverige den 3 november 2023, utgiven av Njutafilms.
Det var den första rollen för Depp efter det uppehåll han gjort i samband med den mycket uppmärksammade rättegången mellan honom och Amber Heard.

## Handling
Filmen kretsar kring Jeanne du Barry och hennes resa från att vara en oäkta dotter till en fattig sömmerska 1743 till att vara Ludvig XV:s sista officiella älskarinna.

## Rollista (i urval)
- Maïwenn – Jeanne du Barry
- Johnny Depp – Louis XV
- Benjamin Lavernhe – Jean-Benjamin de La Borde
- Pierre Richard – Louis François Armand de Vignerot du Plessis
- Melvil Poupaud – Guillaume du Barry
- Pascal Greggory – Emmanuel-Armand de Richelieu
- India Hair – Adélaïde de France
- Diego Le Fur
- Pauline Pollmann – Marie Antoinette
- Noémie Lvovsky – Countess Anne de Noailles
- Marianne Basler – Anne Bécu
- Laura Le Velly – Sophie  de France
- Robin Renucci – Roch-Claude Billard-Dumouceaux
- Patrick d'Assumçao – Étienne François
- Éric Denize – Anne-Charles Lorry